# ریلوزول
ریلوزول (به انگلیسی: Riluzole)
رده درمانی: بلوک‌کننده گلوتامات
اشکال دارویی: قرص

## موارد مصرف
ریلوزول در درمان اسکلروز جانبی آمیوتروفیک ALS مصرف می‌شود. به نظر می‌رسد در درمان اختلالات خلقی و افسردگی نیز ممکن است سودمند باشد.

## مکانیسم اثر
یک ویژگی شایع ملانوما و ALS افزایش میزان اسید امینه گلوتامات است. این اسید آمینه یک فاکتور رشد سلولی است که می‌تواند نورون‌ها را بیش از حد تحریک کند تا جایی که خاموش شوند. احتمالاً در ALS و ملانوما تولید بیش از حد گلوتامات سبب رشد و گسترش بیماری می‌شود.ریلوزول با بلوک نوعی از کانال‌های سدیم به صورت غیر مستقیم و با بلوک گیرنده‌های گلوتامات به صورت مستقیم اثر گلوتامات بر نورونهای حرکتی را مهار می‌کند.

## عوارض جانبی
تهوع، خستگی و مشکلات کبدی